# Eletica
Eletica is een geslacht van kevers uit de familie oliekevers (Meloidae).
Het geslacht is voor het eerst wetenschappelijk beschreven in 1834 door Dejean.

## Soorten
Het geslacht omvat de volgende soorten:
- Eletica angolana Kaszab, 1955
- Eletica anticebinotata Kaszab, 1955
- Eletica apicatis Kaszab, 1963
- Eletica apicelutea Kaszab, 1955
- Eletica atriceps Kaszab, 1955
- Eletica atricolor Kaszab, 1955
- Eletica atrolineata Kaszab, 1955
- Eletica bimaculicollis Kaszab, 1955
- Eletica bipunctipennis Kaszab, 1963
- Eletica bipustulata (Fabricius, 1801)
- Eletica coarctata Kolbe, 1886
- Eletica colorata Harold, 1878
- Eletica dimidiata Kolbe, 1894
- Eletica discolor Kaszab, 1955
- Eletica elongata Pic, 1924
- Eletica falsorufa Kaszab, 1955
- Eletica gahani Thomas, 1893
- Eletica henrardi Kaszab, 1955
- Eletica infans Kolbe, 1894
- Eletica infantilis Kaszab, 1955
- Eletica kaszabi Saha, 1972
- Eletica kibweziana Kaszab, 1955
- Eletica kindana Kaszab, 1955
- Eletica kolbei Kaszab, 1955
- Eletica laeviceps Kolbe, 1886
- Eletica lemoulti Pic, 1913
- Eletica longipennis Pic, 1913
- Eletica luteipennis Kaszab, 1955
- Eletica luteosignata Fähraeus, 1870
- Eletica maculatipes Pic, 1924
- Eletica mwangweana Kaszab, 1955
- Eletica namupana Kaszab, 1955
- Eletica niansana Kolbe, 1894
- Eletica nigricolor Pic, 1913
- Eletica nigroapicalis Kaszab, 1963
- Eletica ochraceicolor Kaszab, 1955
- Eletica ochraceipes Kaszab, 1955
- Eletica olseni Kaszab, 1963
- Eletica ornatipennis Lucida, 1887
- Eletica pilaniensis Saha, 1972
- Eletica posticalis Péringuey, 1888
- Eletica posticemaculata Kaszab, 1955
- Eletica proxima Kaszab, 1955
- Eletica pubicollis Kolbe, 1886
- Eletica quadrinotata Kaszab, 1955
- Eletica quarrei Kaszab, 1955
- Eletica reducta Pic, 1924
- Eletica rubripennis Pic, 1913
- Eletica rubrofasciata Pic, 1913
- Eletica ruficolor Kaszab, 1955
- Eletica ruficolorata Kaszab, 1963
- Eletica rugiceps Ancey, 1880
- Eletica semiflavipennis Kaszab, 1955
- Eletica seminigriceps Kaszab, 1955
- Eletica seminigripennis Kaszab, 1955
- Eletica semiochracea Kaszab, 1955
- Eletica semirubra Kaszab, 1955
- Eletica seydeli Kaszab, 1955
- Eletica sticheli Kaszab, 1955
- Eletica stuhlmanni Kolbe, 1894
- Eletica suahela Kaszab, 1955
- Eletica testacea (Olivier, 1789)
- Eletica testaceipes Pic, 1913
- Eletica tibialis Pic, 1924
- Eletica unicoloripennis Kaszab, 1955
- Eletica unifasciata Kolbe, 1894
- Eletica unimaculata Pic, 1924
- Eletica usanguana Kaszab, 1955
- Eletica varians Kaszab, 1955
- Eletica wahlbergi Fähraeus, 1870
- Eletica waterhousei Thomas, 1893